# Teresa Pallarès i Piqué
Teresa Pallarès i Piqué   (Marçà, 12 de febrer de 1964) és una política catalana, secretària de finances de Junts per Catalunya.

## Biografia
Llicenciada en Ciències de l'Educació amb especialitat en Pedagogia Terapèutica per la Universitat de BarcelonaDiplomada en  Magisteri, especialitat en Ciències i Matemàtiques per la Universitat de Barcelona; Mestra de Català del Departament d’Ensenyament de la Generalitat de Catalunya. Ha cursat un Programa d’Alta Direcció Empresa de l’IESE.
Entre el 2003 i el 2011 va ser regidora de promoció de ciutat de Reus pel PSC, així com presidenta del Patronat Municipal de Turisme i Comerç, i vocal al Patronat de la Fundació Oficial de la Fira de Reus. Ha exercit de mestra de ciències naturals i matemàtiques i ha desenvolupat tasques professionals com a psicopedagoga a l'IES Gabriel Ferrater de Reus fins al 2006, quan fou nomenada Directora dels Serveis Territorials de Comerç i Turisme de la Generalitat de Catalunya fins al febrer de 2007. Des de setembre de 2007 fou Directora Territorial d'Economia i Finances de la Generalitat de Catalunya, càrrec que ocupà conjuntament amb el de regidora de l'Ajuntament de Reus fins a la renúncia a tots dos per ser nomenada subdelegada del govern espanyol a Tarragona el dia 5 de juny de 2008.
Fou membre de l'Executiva de l'Agrupació Local del PSC de Reus i secretària de política sectorial a la Federació XVII de Tarragona i membre de la Comissió de Política Educativa del PSC així com del Consell Nacional del PSC.
A les eleccions al Parlament de Catalunya de 2017 fou candidata per Tarragona a la llista Junts per Catalunya, en la qual ocupà la segona posició -rere Eusebi Campdepadrós. Fou escollida diputada.
El juny de 2021 substitueix a Òscar Peris i Ròdenas en el càrrec de delegat territorial del govern a Tarragona, càrrec que exerceix fins a l'octubre de 2022, quan Junts abandona el Govern.
En el mandat 2019-2023 va ser regidora d'Economia, Coneixement i Habitatge de l'Ajuntament de Reus i va concórrer a les eleccions municipals del 28 de maig de 2023 com a cap de llista de Junts per Reus.
Actualment és cap de l'oposició a l'Ajuntament de Reus, portaveu del grup municipal de Junts per Reus, senadora per designació autonòmica i secretària de Finances de Junts per Catalunya.